# La Récidive. Révolution russe, révolution chinoise
La Récidive. Révolution russe, révolution chinoise est un essai de Lucien Bianco paru en 2014.

## Présentation
En 1967, Lucien Bianco a publié un premier ouvrage sur le sujet : Les origines de la révolution chinoise. Dans ce nouvel ouvrage de 2014, il présente l'origine de la révolution chinoise dans l'histoire soviétique à travers neuf chapitres : Retard, Rattrapage, Politique, Paysans, Famines, Bureaucratie, Culture, Camps et Monstres. Il compare les régimes dictatoriaux stalinien et maoïste et ainsi présente une « grande synthèse sur l’un des phénomènes majeurs du XXe siècle : le communisme ». Dans ces neuf chapitres, il se dégage trois thèmes principaux : l’économie, la répression, l’idéologie qui résument le concept communiste.

### Chapitre 1: Retard
Ce chapitre présente les situations initiales de la Chine et de la Russie par rapport à l'Occident. Les communistes soviétiques comme les Chinois sont persuadés de l’état d’arriération de leur pays et veulent rapidement se mettre au même niveau que l'Occident, qui les a fascinés pour certains voire formés pour nombre d'entre eux,,.

### Chapitre 2: Rattrapage

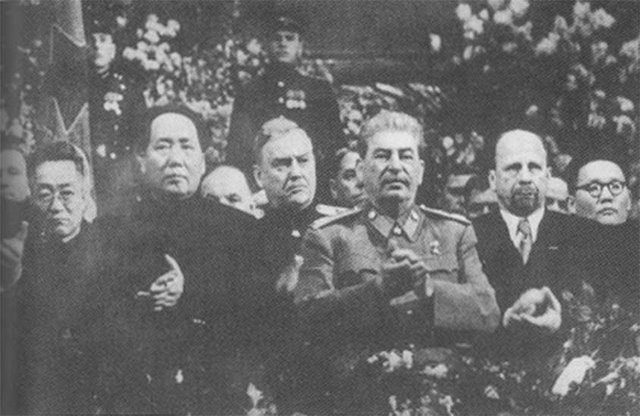
Mao Zedong et Joseph Staline en 1949.

Les deux « dictateurs » soviétique et chinois considèrent pouvoir rattraper le niveau économique de l'Occident. Ainsi en 1929, Joseph Staline pense que son nouveau plan quinquennal devait « permettre de compenser en dix ans des siècles d’arriération ». De même, en 1962, Mao Zedong, malgré la tragédie du Grand bond en avant, voit dans sa politique un moyen « qui permettrait à la Chine d’atteindre en quelques dizaines d’années le niveau qui avait pris trois siècles en Europe occidentale dans le cadre du capitalisme » ,.

### Chapitre 3: Politique
Ce chapitre tend à démontrer le point commun principal « découlant d’une matrice commune léninienne » qui existe dans les deux sociétés. A fortiori à partir de 1956-1957 quand Mao Zedong critique le modèle soviétique et met en avant une « voie chinoise », Lucien Bianco démontre que Mao ne fait que poursuivre la politique stalinienne,.

### Chapitre 4: Paysans
Dans les deux États communistes, « c’est une élite qui leur était extérieure qui a conçu et conduit une révolution à laquelle les paysans ont participé volens nolens ».

### Chapitre 5: Famines
Lucien Bianco compare les deux grandes famines qui décimèrent des millions de victimes dans les deux pays. La famine soviétique de 1931-1933 qui provoqua la mort de six à sept millions de personnes et entre 1958 et 1962 la grande famine en Chine qui suit le grand bond en avant avec vingt à quarante millions de morts. L'auteur présente les raisons structurelles qui provoquèrent ces catastrophes ainsi que les responsabilités personnelles de Joseph Staline et Mao Zedong. Staline profite de la répression engagée contre la paysannerie russe pour éliminer ses opposants et l'orgueilleux Mao Zedong persiste, après la conférence de Lu Shan, dans sa politique à la poursuite de ses utopies révolutionnaires.

### Chapitre 6: Bureaucratie
La bureaucratie des deux régimes communistes ont des origines sociologiques similaires. Une fois en place ces bureaucraties profitent de privilèges similaires et usent de la corruption de façon identique. En revanche, l'attitude des deux dirigeants à leur égard divergent. En effet Joseph Staline protège ceux qu'il a promus et qui lui sont fidèles. Au contraire Mao Zedong s'attaque à l'embourgeoisement de son parti, cherchant même à le détruire pendant la Révolution culturelle, pour finalement lui redonner tous les pouvoirs afin d'éviter le chaos et conserver sa propre situation.

### Chapitre 7: Culture
Dans les deux pays le pouvoir de Staline et Mao permet des progrès rapides de l’alphabétisation. La censure permet d'imposer la vision idyllique de la Révolution communiste. Mais l'opposition des écrivains et des intellectuels est jugée par l'auteur plus forte en URSS qu'en Chine,.

### Chapitre 8: Camps
Lucien Bianco établit une comparaison entre le Goulag soviétique et le laogai chinois. Ce dernier s'inspire du premier, mais les deux dispositifs sont cruels et conduisent à la destruction de l'humanité des victimes. Ainsi l'horreur du camp soviétique de la Kolyma se retrouve dans le camp chinois du Jiabiangou.

### Chapitre 9: Monstres
Lucien Bianco établit un portrait des vies parallèles des deux « Monstres ». Ils sont tous les deux des dictateurs. Mais ils ont des caractères différents qui influencent leur façon de diriger. Joseph Staline est un réaliste, d'une « cruauté froide et méthodique à l’éradication de tous ses opposants ». Mao Zedong est plus détaché. La réussite économique de la Chine n'est pas sa priorité, alors que c'était l'objectif premier de la révolution qu'il a dirigée.

## Lectures critiques

### Universitaires
Pour Alain Roux : « Ce livre constitue un réquisitoire implacable et irréfutable, fondé sur des dossiers solides, de l’échec des deux grandes révolutions du XXe siècle ». L'historien Sylvain Boulouque indique : « La synthèse brillante de Lucien Bianco devrait compter, il faut l’espérer, dans la série des grands essais sur l’utopie meurtrière qu’a été le communisme ». Pour Marie-Claire Bergère, Lucien Bianco « a eu l’honnêteté et le courage d’acquérir des compétences qui font désormais de lui un spécialiste de la Russie soviétique au même titre que de la Chine communiste ».

### Journalistes
Les journalistes Éric Conan et Alexis Lacroix de l'hebdomadaire Marianne indiquent que le sinologue Lucien Bianco a travaillé avec « une abondante bibliographie sur l'URSS pour établir les nombreuses similitudes entre maoïsme et stalinisme : toute-puissance de la bureaucratie, surexploitation de la paysannerie, provoquant les deux plus grandes famines du XXe siècle, mise au pas des artistes et des intellectuels [...] La Récidive couronne la trajectoire d'un chercheur ennemi des enrégimentements et des sectarismes idéologiques. ». Pour sa part le journaliste Daniel Bermond, collaborateur de la revue L'Histoire, estime :  « La Récidive s'inscrit dans la continuité intellectuelle d'un chercheur ennemi des excès, des approximations et des emballements non maîtrisés ».